# Federazione Internazionale del Tamburello
La Federazione Internazionale del Tamburello (fr. Fédération Internationale de Balle au Tambourin, da cui la sigla FIBT) è la federazione internazionale che governa lo sport del tamburello. La sua sede si trova a Roma, in Italia.
L'attuale presidente è il francese Bernard Barral che è anche presidente della F.F.J.B.T. (Fédération française du jeu de balle au tambourin).
La federazione fu fondata a Sanremo il 25 ottobre 1987 dalla F.I.P.T. (Federazione Italiana Palla Tamburello) e dalla F.F.J.B.T. (Fédération française du jeu de balle au tambourin).

## Membri
Fanno parte della FIBT come membri permanenti la F.I.P.T. (Federazione Italiana Palla Tamburello), la F.F.J.B.T. (Fédération française du jeu de balle au tambourin) e la Federazione Svizzera di Palla Tamburello.
Fanno parte della FIBT come membri provvisori la Deutscher Tamburello Sportverband, la Fédération Albanaise de Balle au Tambourin, la Federaçao Paulista de Tamboréu, la Federacion Cubana de Pelota con Tamburrello, la Federaciò Catalana de Tamborì, la Federacion Espanola de Tamburello, la Scottish Tambourelli Association, la Tam Japan Association e la Tambour England Association.

## Obiettivi
La FIBT è nata con lo scopo di:
- promuovere lo sviluppo dello sport del Tamburello.
- riunire federazioni nazionali di tamburello e di sostenerli nelle loro compito di sviluppare lo sport del tamburello.
- analizzare e risolvere tutte le questioni che riguardano lo sport del tamburello.
- prendere tutte le altre azioni legittime per lo sport.
- far diventare il Tamburello uno sport olimpico.

## Competizioni Internazionali
La Federazione organizza competizioni annuali che coinvolgono i migliori club d'Europa. La Coppa Europa maschile si tiene dal 1996 e coinvolge i migliori club italiani e francesi, mentre la Coppa Europa femminile si tiene dal 2001. La versione indoor della Coppa Europa si svolge dal 1993 e coinvolge club francesi, italiani, tedeschi, belgi, scozzesi, inglesi, irlandesi, spagnoli, austriaci, ungheresi e norvegesi.
Nel 2012 la Francia ha ospitato il 1º campionato mondiale di tamburello maschile e femminile, entrambi disputati a Gignac e vinti dalle compagini francesi.
Nei giorni 6-7-8 dicembre 2013 nel palazzetto dello sport di Castel Goffredo si è svolto il primo campionato mondiale di tamburello a 3 maschile e femminile, entrambi vinti dalle rispettive compagini italiane.
Nel 2016 l'Italia ha ospitato il 2º campionato mondiale di tamburello maschile e femminile, entrambi disputati nella zona dell'Alto Mantovano, sui campi di gara di Medole, Castel Goffredo, Castiglione delle Stiviere, Cavriana, Ceresara, Guidizzolo e Solferino, dal 26 al 28 agosto. Le finali si sono tenute sullo sferisterio di Medole ed hanno conferito i titoli iridati maschile e femminile alle squadre italiane. La finale maschile, tra Italia e Francia, si è svolta in notturna ed è stata trasmessa in diretta dalla RAI.